# Amata schoutedeni
Amata schoutedeni är en fjärilsart som beskrevs av Sergius G. Kiriakoff 1954. Amata schoutedeni ingår i släktet Amata och familjen björnspinnare. Inga underarter finns listade i Catalogue of Life.